# Margot Boerová
Margot Madelaine Boerová (* 7. srpna 1985 Woubrugge) je bývalá nizozemská rychlobruslařka.
Na velkých mezinárodních akcích debutovala v roce 2004, kdy nastoupila do závodů Světového poháru. V roce 2007 poprvé startovala na Mistrovství světa ve sprintu, kde se umístila na šestém místě, a na Mistrovství světa na jednotlivých tratích (500 m – 10. místo, 1000 m – 7. místo). Na sprinterském světovém šampionátu 2009 byla čtvrtá, tentýž rok na světovém šampionátu na jednotlivých tratích získala bronz na kilometru, na poloviční trati byla šestá. Startovala na Zimních olympijských hrách 2010, kde skončila ve všech závodech těsně pod stupni vítězů (500 m – 4. místo, 1000 m – 6. místo, 1500 m – 4. místo). Vybojovala bronzové medaile na Mistrovství světa ve sprintu 2011 a na trati 500 m v rámci Mistrovství světa na jednotlivých tratích 2012, na Mistrovství světa ve sprintu 2012 byla čtvrtá. Pravidelně se umisťuje na předních příčkách v závodech Světového poháru, je držitelkou více než 10 medailí z nizozemských šampionátů. Startovala na Zimních olympijských her 2014, kde v závodech na 500 m a 1000 m získala bronzovou medaile. Poslední závody absolvovala na jaře 2016.